# くられ
くられ（1979年 - ）は、日本の男性フリーライター、YouTuber。ヘルドクタークラレ、ドクタークラレ、KuRaRe、逆夜れらくなど複数のペンネームで活動している。代表作は「図解アリエナイ理科ノ教科書」シリーズ。
自称・爆笑秘密結社「薬理凶室」のリーダーとしても活動しており、仲間との共同名義である「薬理凶室」の名前で『図解アリエナイ理科ノ教科書』（略称：ア理科）シリーズを執筆している 。また、『もえたん』の製作スタッフの1人でもある。著作は過激な表現が多く、有害図書指定されたアングラ物が多い。2018年には第49回 星雲賞ノンフィクション部門を受賞している。

## 経歴
データハウスより『コンピュータ悪のマニュアル』（1998年刊）を出版した後、『危ない1号』を編集していた青山正明のデスクを引き継ぎ、同社の季刊誌『危ない28号』（1998～1999年刊）の第1～4巻の編集長を務める。同誌ではハッキング、兵器、安楽死、ドラッグなど、実行すれば犯罪者となるおそれのある情報が多数掲載された雑誌であり(実行可能な段階までの記述は削除、または記述自体がなかったが)、結果として全国18都道府県で有害図書指定された。その後、第5巻の編集長はMaDが引き継ぐが、2000年1月に浦和駅、東海村、大阪府で発生した一連の爆弾事件で犯人が同誌を参考に爆発物を製造したと供述したため、第5巻を最後に廃刊を余儀なくされる。その後、三才ブックスの雑誌『B-GEEKS』中の1コーナー「懲りない28号」の執筆者として復帰する。『B-GEEKS』廃刊後に『図解アリエナイ理科ノ教科書』（2004年刊）を上梓する。
また『図解アリエナイ理科ノ教科書』シリーズ三作を通して生物編・化学編を中心に執筆している。ペットショップの如く自宅の一部を温室に改造しており、昆虫類（『図解アリエナイ理科ノ教科書IIIC』から判るだけでもアフリカ産のカマキリ、ヒシムネカレハカマキリ、ダイオウサソリ、シロモンオオサシガメ）が飼育され、植物の組織培養も行っているという。また、部屋には熱帯魚の水槽もある。
ネットにおけるアングラ一大ブームと同時に名を馳せ、『危ない28号』でも積極的にコンピュータ系の記事を取り上げており、そのためハッカー・クラッカーとして扱われることも多いが、実際には危ない化学好きの面が大きい（本人曰く「生物化学系のトンチキネタを担当するボンクラ科学者」とのこと）。
ハッカーとしては、1997年8月に公開された地下文書『離乳食』のほか、『お道具箱』、『ひよこ辞典』の執筆者として知られる。
三才ブックスの雑誌『ラジオライフ』2008年6月号より連載記事「薬理凶室のアリエナイ理科の実験室」を薬理凶室メンバーと分担執筆していた。同連載は終了したが、現在も薬理凶室メンバーによる記事は『ラジオライフ』に連載されている。
2013年2月よりまぐまぐ！とニコニコチャンネルブロマガから無料のメルマガを配信開始。宝内容の過激さは 書籍＞＞メルマガ＞ニュースサイト＞ニコ生 の順とのこと。

## 人物
ペンネームの「くられ」は南米で矢毒として使用されるクラーレに由来する。偶然読んでいた本から名付けた。
ボヤッキーとマシリト博士と岸和田博士を師匠と崇めている。
「ヘルドクタークラレ」名義の際は、肖像画に自身がデザインしたキャラクターが用いられる。そのキャラクターはキツネのお面を被り、白衣を着て、巨大なメスを持つという、いかにもマッドサイエンティストという風貌をしている。映像・イベントなどに出演する際にもこのキャラクターを模した格好をする。白衣は血糊まみれであったり、黒衣（黒く染めた白衣）であったりもする。なお、お面、白衣、メスは共に自作、またはしろへびによるデザインのものである。
本体と揶揄される狐面は、肖像画に描かれたのと同デザインの型のものはプロトタイプ（バージョン0）で、その後、ベネチアンマスクのアイマスク型でバージョン1が登場。2013年1月にバージョン2が完成し披露された。
下戸なためワインのケミカルドーピング法を考案しても自分で試す事が出来なかったり、アルコールランプの撮影中の事故で首から胸にかけて大火傷を負ったり、実験のし過ぎで年中金欠であるなど、科学と共にある日常も壮絶なものである。タバコも大嫌いであり「地球上から根絶すべき」とまで語っている。食べ物の好みとしてライチが大嫌いである。
『BLAZBLUE』の大ファンで、特に愛用しているキャラはアラクネ。好みのタイプについては「猫顔系前髪パッツンサキュバス系」。
宝石好きでもあり「原石でもルースも地味に好き。但しジュエリーには興味がない」と語っている｡

## 編著書
薬理凶室としての作品は薬理凶室#主な編著書を参照。

### 単著
- 『ニセモノ食品の正体と見分け方』宝島社、2014年1月。ISBN 978-4-8002-2242-8（中川 基名義）
- 『薬局で買うべき薬、買ってはいけない薬-よく効く!得する!市販薬早わかりガイド-』ディスカヴァー・トゥエンティワン、2014年7月。ISBN 978-4-7993-1528-6（中川 基名義）
- 『本当にコワい? 食べものの正体』すばる舎リンケージ、2014年10月。ISBN 978-4-7991-0337-1（中川 基名義）
- 『アリエナクナイ科学ノ教科書-空想設定を読み解く31講-』ソシム、2017年3月。ISBN 978-4-8026-1090-2（くられ名義）
- 『アリエナクナイ科学ノ教科書 2』ソシム、2020年1月。ISBN 978-4-8026-1221-0（くられ名義）

### 共著
- H&Cクラブ『コンピュータ悪のマニュアル』データハウス、1998年2月。ISBN 4-88718-478-6（KuRaRe名義[16]）
- 『危ない28号』1巻-5巻 データハウス、1998年7月-1999年11月（1巻-4巻ではKuRaRe名義で編集長を務める）
- 都築 裕一、谷脇 晃徳、猪田 利夫 著、都築 裕一 編『水生昆虫完全飼育・繁殖マニュアル 改訂版』データハウス、2000年6月。ISBN 4-88718-565-0（全編集）[要出典]
- 『もえたん-萌える英単語-』三才ブックス、2004年1月。ISBN 4-915540-70-7（例文製作、単語選出等）[要出典]
- 早稲田大学本庄高等学院実験開発班『魅了する科学実験-Scientific experiment-』すばる舎リンケージ、2015年8月。ISBN 978-4-7991-0444-6（中川 基名義）[要出典]
- 早稲田大学本庄高等学院実験開発班『魅了する科学実験-Scientific experiment 2-』すばる舎リンケージ、2018年5月。ISBN 978-4-7991-0711-9（中川 基名義）[要出典]

### 監修
- 『「ニセモノ食品」作り最前線』宝島社、2008年9月。ISBN 978-4-7966-6176-8（ドクターくられ名義）
- 姫川 たけお 絵・まんが『毒物ずかん-キュートであぶない毒キャラの世界へ-』化学同人、2018年6月。ISBN 978-4-7598-1962-5（文も執筆）（くられ名義）

### 協力
- ドクターオギノ 文『図解エクストリーム工作ノ教科書-自宅ではじめる最先端科学-』三才ブックス、2013年7月。ISBN 978-4-86199-608-5（編集と協力のみ）[要出典]

### その他
- 『MacJack』毎日コミュニケーションズ
- 『ニセモノ食品の正体-「食品表示ラベル」に隠されたトリック-』宝島社、2012年11月。ISBN 978-4-8002-0287-1（中川 基名義）

### 同人誌
- 『不完全美容指南 美容本プロトタイプver』2013年12月

## 連載
- 『意外と知らない？！身近なケミストリー』（『化学-Chemistry-』化学同人、2015年2月号-、隔月連載）
- 『新課程ア理科』（『ラジオライフ』三才ブックス、2019年1月号-）

### 終了したもの
- 『薬理凶室のアリエナイ理科の実験室』（『ラジオライフ』三才ブックス、2008年6月号-2010年12月号）
- 『センセイ必見！！簡単DIYでアッと驚く 魅せて教える科学実験』（『化学-Chemistry-』化学同人、2013年1月号-12月号）（くられ名義）
- 『迷怪ノ薬学教室』（『ラジオライフ』三才ブックス、2011年1月号-2013年12月号）
- 『新しいアリエナイ理科ノ教科書』（『ラジオライフ』三才ブックス、2013年1月号-）
- 「キョけん-虚構研究機構-」（『ゲームラボ』三才ブックス、-2014年9月号）
- 「アリエナイ理科サイトＢ」（『ゲームラボ』三才ブックス、2014年10月号-）

### 協力
- 『エクストリーム実験室』（『ラジオライフ』、三才ブックス）（撮影協力）
- 『身の回りの毒』（『SPA!』扶桑社、2009年）
- 『友人がサイコ化！そのとき私は…』（『SPA!』扶桑社）

## 寄稿・掲載
- 『「科学、すっげー！」を伝えるために』（『化学-Chemistry-』2012年6月号 化学同人、2012年5月）
- 『サイエンスライターが教える "使える" ドーピング薬』（『サイゾー』2012年8月号81ページ サイゾー、2012年7月）
- 『身近な食品添加物』（『理科の探検 RikaTan』2013年春号 SAMA企画、2013年2月）（くられ名義）
- 『身近にあるものでソフトドリンクを作ってみよう』（『理科の探検 RikaTan』2013年夏号 SAMA企画、2013年5月）（くられ名義）
- 『消費者が知らない［原価のカラクリ］10』（『SPA!』7月30日発売号 扶桑社、2013年7月）
- 『火遊びを通して見る化学』（『理科の探検 RikaTan』2013年冬号 SAMA企画、2013年11月）（くられ名義）
- 『火災を科学する』（『理科の探検 RikaTan』2014年秋号 SAMA企画、2014年8月）（くられ名義）
- 『インチキ? それとも広告範囲?』（『理科の探検 RikaTan』2017年4月号 SAMA企画、2017年2月）（くられ名義）
- 『漫画実話ナックルズ』ミリオン出版（漫画原作他記事 等）
- 『実話ナックルズ』ミリオン出版（科学・医療系記事）
- 『File12 ダイエットのための（禁）ドーピングメソッド』（『北京五輪もヤバい!? ドーピング毒本』洋泉社、2008年5月）（薬理凶室くられ名義）

## 漫画原作
- 坂本あきら 漫画『DE;TRICK!-デトリック-』（『コミックチャージ』Vol.03 角川書店、2007年5月）（読み切り）
- 京作 漫画『夜子の保健室』（薬理凶室 文・監修『新版 アリエナイ理科』三才ブックス、2012年4月）（読み切り）
- 夢路キリコ 漫画『カラスの鳴かぬ日はあれど』(れらく 名義) （『ネムキ』2012年7月号- 朝日新聞社、2012年6月 - ）
- 加茂ユウジ 漫画『ヘルドクターくられの科学はすべてを解決する!!』（『コミックフラッパー』2018年4月号[17] - 2022年7月号→『コミックアルナ』2022年8月号（創刊号[18] - 2023年3月号[19]） KADOKAWA、2018年3月）（○○の主役は我々だ!原作の下、同氏がモデル）

## 出演

### 講師
- 株式会社エニーワークス サイエンス部門プロデューサー(中川 基名義)
- 和光大学 科学系特別授業／2007年11月15日(薬理凶室名義)、2013年11月28日、2014年12月13日
- 東京コミュニケーションアート専門学校 科学トリック、雑学、SF他 講師／2007年～
- 東京コミュニケーションアート専門学校 サテライト授業（衛星授業）講師／2009年～
- 早稲田大学本庄高等学院 学園祭 科学の実演授業 ゲスト／2009年、2010年
- 早稲田大学本庄高等学院 スーパーサイエンスハイスクール（文部科学省指定理科教育促進制度）指導員／2011年〜
- 「化学のわかるセラピストになろう！ 手作りコスメのサイエンス」講習会(開催場所:大阪／2013年1月14日)(中川 基名義)
- 和光大学 公開講座[環境学A] 「身の回りの毒から公害毒まで、毒とはそもそもなんなのか？」／2014年6月19日

### 講演
- SSHフェスティバル2012 サイエンス特別講演「まっどさいえんすのススメ」(奈良SSHコンソーシアム主催／2012年3月17日)
- 河合塾大阪校 「理科に善悪はない！」 講演 (2012年5月26日)
- 「ドクタークラレの科学講座」 (主催:日本薬学生連盟(APS-Japan)／会場:武蔵野大学／2012年6月16日)
- 第17回東京科学シンポジウム ニセ科学問題分科会（主催:日本科学者会議東京支部／会場:中央大学（多摩キャンパス）／2013年12月1日)

### イベント
- 三省堂（開催場所：神保町）『アリエナイ理科』発売記念イベント／2008年
- 東京コミュニケーションアート専門学校（開催場所：東京）／2008年5月22日(逆夜れらく名義)
- 東京コミュニケーションアート専門学校（開催場所：東京）学園祭／2008年6月14日(逆夜れらく名義)
- 三月ウサギ（開催場所：秋葉原）『アリエナイ理科ノ教科書IIIC』発売記念トークショー／2009年8月22日
- 三省堂 （開催場所：千葉）アリエナイ理科展示／2009年
- サイエンスアゴラ（開催場所：東京）／2009年～
- ラジオライフ ペディションイベント(ケミカルクッキングの実演)／2008年～（数回）
- 3331 Arts Chiyoda 開館記念展 第1弾出展「エクストリームDIY」出展／2010年
- 「アリエナイ夜の実験室」(会場：Naked Loft, 2011年11月4日)
- 「アリエナイ夜の実験室 2限目」(会場:LOFT/PLUS ONE, 2012年3月21日)
- 「アリエナイ夜の実験室 第三講 狂乱夏の夏期講習」(会場：Asagaya/Loft A, 2012年8月8日)
- 「アリエナーズ キッチン」(MAX20名限定ワークショップ, 会場:新宿・秘密基地ヘブン, 2012年11月16日)
- 「アリエナイ夜の実験室 第四講 狂瀾の冬期講習」(会場:Asagaya/Loft A, 2012年12月17日)
- 「新宿毒蛇博 vol.7」ゲスト出演(会場：Naked Loft, 2013年1月30日)
- 「新宿毒蛇博 vol.8」ゲスト出演(会場：Naked Loft, 2013年5月29日)
- 「第61回 白雉祭」ありえない理科の教室―サイエンス実験ショー＆講演（会場：武蔵大学, 2013年11月2日）
- 「アリエナイ理科ノ教科書 冬の復活祭」(会場：Asagaya/Loft A, 2013年12月20日)
- 「アリエナイ理科 in関西 夏の実験室」（会場：Loft PlusOne West, 2014年7月20日）
- ゲームラボ「ゲーラボミーティング 2014 sumer（仮）」ゲスト出演（会場：CAFE BAR SIXTEEN, 2014年8月30日）
- マッドサイエンティストになろう！「アリエナイ理科 ドロップデッド冬期講習」(会場：Asagaya/Loft A, 2014年12月5日)
- Candy & 月花 presents『飴と月 vol.7』(会場：新宿ウルガ, 2015年5月13日)

### DVD・動画
- ケミカルクッキング（2007年7月、株式会社メディアックス「ネットの超怖い話DVD」に収録。小明が助手を務めた）
- ケミカルクッキング２（2007年12月、株式会社メディアックス「ネットの超怖い話DVD 冬の怨霊編」に収録。小明が助手を務めた）
- GeekNews「ドクタークラレの良い子の実験」（2008年）Webは現在閉鎖
- YouTubeチャンネル｢○○の主役は我々だ！｣からアップロードされている｢科学は全てを解決する！｣にてメンバーの鬱先生との科学実験動画に出演。
- YouTubeチャンネル｢トラゾースタジオ｣からアップロードされている｢リアルマインクラフト｣｢教えて！くられ先生！！｣等の実写動画に出演。

### ニコニコ生放送
- ラジオライフ生放送！【第4回】マッドな生実験するよ！／2009年12月2日
- 3331 Arts Chiyoda「エクストリームDIYワークショップ」第1部：サイエンス・キッチン／2010年4月4日(中川 基 名義)
- ニコニコ公式生放送「サイエンス・キッチン ～アリエナイ理科ノ料理～」／2011年8月20日
- ニコニコ公式生放送「ニコラジ」ゲスト／2013年7月30日
- ニコニコ公式生放送「【怖いニコニコ神社？！】「怪談ニコニコ供養の館 /最終日」【お化け発生装置ゼロベクトルも登場】」ゲスト／2013年8月18日
- ニコニコ公式生放送「最恐の生怪談イベント「怪談供養の城 in ニコファーレ」ホラー生放送」ゲスト／2013年8月22日
- ニコニコ公式＆チャンネル生放送「【閲覧注意】ニコ生ナックルズ「怖すぎる実験」生中継」ゲスト／2013年8月22日

（ここでは本人が生主として配信しているものは除く）

### インタビュー
- 『あやしい取材に逝ってきました。』（『Eleganceイブ』2015年1月号 秋田書店、2014年11月）（漫画：小沢カオル）

### インターネットラジオ
- sora×niwaFM「Julie Watai HARDWARE GIRLS RADIO」 - 2013年6月3日
- 「ふらふら」 - 2014年5月下旬

### テレビ
- TBS「ネプ理科」 - 2007年5月1日
- 東海テレビ「くりびつ!」 - 2011年8月14日（逆夜れらく名義）
- YTV「ワケあり！レッドゾーン」 - 2013年11月22日深夜（読売テレビ）、11月28日深夜（日本テレビ）
- YTV「かんさい情報ネットten.」 - 2013年12月23日
- YTV「ワケあり！レッドゾーン」 - 2014年8月30日・9月5日深夜（読売テレビ）、9月4日・11日深夜（日本テレビ）
- フジテレビ「MATSUぼっち」 - 2018年12月5日深夜
- 日本テレビ「笑神様は突然に…」 - 2019年10月30日
- 日本テレビ「世界一受けたい授業」 - 2020年3月21日
- NHK「沼にハマってきいてみた」 - 2021年4月19日

## 企画・監修
- 日本科学未来館「お化け屋敷で科学する！― 恐怖の研究」 協賛:フジテレビ（企画協力、監修・アドバイス）（2009年）
- 日本科学未来館「お化け屋敷で科学する！2 ～恐怖の実験～」 協賛:フジテレビ（企画協力、監修・アドバイス）（2010年）
- 洋食料理店 「FUJIYA 1935」（サイエンスアドバイス）
- 文藝春秋、連載中作品（トリック企画、監修・アドバイス）
- 浅井 ラボ「されど罪人は竜と踊る」KADOKAWA（科学監修・アドバイス）
- 夢路 キリコ 漫画「シュヴァリエ 〜Le Chevalier D'Eon〜」講談社（資料提供、構造監修・アドバイス）
- 濱元 隆輔 漫画「アルティメットガール」（資料提供、アドバイス）
- 原宿・ニコニコ本社（カフェメニュー開発）（ブルーカレー、期間限定で他も。2011年）
- 『ボクとセカイのユークリッド』（科学監修）
- 原作 稲垣 理一郎 作画 Boichi『Dr.STONE』（『週刊少年ジャンプ』2017年17号 - 2022年14号）（科学監修）
- 『○○の主役は我々だ!』動画企画「科学は全てを解決する!!」（科学監修・実演）
- 高口楊『腹腹先生』第一話（ジャンプ+2021年）（科学監修）